# Ruta de Rhode Island 108
La Ruta de Rhode Island 108, y abreviada R.I. 108 (en inglés: Rhode Island Route 108) es una carretera estatal estadounidense ubicada en el estado de Rhode Island. La carretera inicia en el Sur desde la Ocean Road en Narragansett hacia el Norte en la  Ruta 138     en South Kingstown. La carretera tiene una longitud de 13,8 km (8.6 mi).

## Mantenimiento
Al igual que las autopistas interestatales, y las rutas federales y el resto de carreteras estatales, la Ruta de Rhode Island 108 es administrada y mantenida por el Departamento de Transporte de Rhode Island por sus siglas en inglés RIDOT.

## Cruces
La Ruta de Rhode Island 108 es atravesada principalmente por la  US 1     en Narragansett.
| condado | Ubicación       | Milla | Destinos   | Notas                          |
| --- | --------------- | ----- | ---------- | ------------------------------ |
| condado de Washington | Narragansett    | 0.00  | Ocean Road | Terminal Sur de la Ruta 108.   |
| condado de Washington | Narragansett    | 4.3   | US 1       |                                |
| condado de Washington | South Kingstown | 8.6   | Ruta 138   | Terminal Norte de la Ruta 108. |
| 1.000 mi = 1.609 km; 1.000 km = 0.621 mi Cerrada/Antigua • Terminal concurrente • Acceso incompleto • Propuesta/Sin abrir |                 |       |            |                                |